# Економіка Бангладеш
Економіка Бангладеш— економіка Бангладеш, що класифікується як країна, що розвивається. ВВП на душу населення в 2008 році становив $ 1389 (за ПКС), значно нижче за середньосвітовий рівень у $10497. За рейтингом Міжнародного валютного фонду, Бангладеш у 2008 році посідав 48 місце за розміром ВВП у світі, його повний ВВП становив $224 млрд. Економіка країни зростала протягом останніх кількох років приблизно на 6-7 % за рік. Тоді як понад половину ВВП припадає на сферу послуг, близько двох третин населення зайняті у сільському господарстві, у якому головним продуктом є рис.
Грошові перекази бангладешців, що працюють за кордоном, перша за все на Близькому Сході та у Східній Азії є головним джерелом іноземної валюти в країні. Зростання економіки переважно внутрішнє, тоді як прямі іноземні інвестиції грають невелику роль. Великі зусилля уряду останніми роками були спрямовані на забезпечення швидко зростаючого населення продуктами харчування.
Земля переважно використовується для вирощування рису і джуту, останніми роками збільшується виробництво пшениці; країна зазвичай забезпечує себе цими продуктами. Однак від 10 % до 15 % населення знаходяться під загрозою голоду, а тимчасова нестача продуктів харчування загрожує 45 % населення. Сільське господарство Бангладешу залежиться від мусонного циклу, із періодичними повенями і посухами.
Транспортна, комунікаційна, електроенергетична і водопостачальна інфраструктура швидко розвивається, проте все ще знаходиться в поганому стані. Запаси нафти невеликі, проте останнім часом розвивається здобуток вугілля. Протягом останніх двох десятиліть сфера послуг значно зросла, проте промисловість залишається на низькому рівні. Головними ресурсами є працездатне населення, родючі ґрунти, відносне багатство водних ресурсів, резерви природного газу, що, однак, швидко виснажуються і можуть зникнути вже до 2017 року.

## Азартні ігри
Азартні ігри в Бангладеш є незаконними. Незважаючи на це, вони є популярними й поширеними серед населення. Порушення за участь у гемблінгу загрожує в'язницею та/або штрафами, відповідно до статті 18 (2) Конституції Бангладеш. Єдиними законними видами ігор є ставки на кінні перегони та лотерея.